# Instituto Vasco da Gama
El Instituto Vasco de Gama ((en portugués):Instituto Vasco da Gama) de Goa, hoy Instituto Menezes Bragança, fue fundado en 1871 por iniciativa de Tomás António Ribeiro Ferreira, más conocido por Tomás Ribeiro, con el objetivo de fomentar y apoyar las ciencias y letras lusas en Goa. El Instituto Vasco da Gama promovió la fase dorada de la literatura indo-lusa, en las áreas del ensayo, de textos periodísticos, en la historiografía y en la poesía.
La institución recibió de la administración portuguesa un edificio para instalación de su sede y el apoyo financiero necesario a la publicación del Boletim do Instituto Vasco da Gama, una revista mensual.
Tras un periodo de decaímiento, el Instituto fue reestructurado en 1924 y en 1963, tras la incorporación de Goa en la India, cambió su nombre por el de Instituto Menezes Bragança, en homenaje a Luís de Menezes Bragança, periodista y uno de los pioneros del anticolonialismo goano. 
A partir de marzo de 1925 el Instituto Vasco da Gama se anexionó la Biblioteca Pública de Goa.
El 15 de abril de 1952 fue nombrado Comendador de la Antigua, Nobilíssima y Esclarecida Orden Militar de Santiago de la Espada, del Mérito Científico, Literario y Artístico.